# 真木島氏
真木島氏（まきしまし）は、日本の氏族。室町時代には室町幕府の奉公衆を務めた。

## 概要
広橋兼仲の『勘仲記』によると、弘安年間（1278年〜1288年）に光有・光泰という人物がそれぞれ槙島長者・宇治長者と呼ばれており、離宮社（宇治神社・宇治上神社）の神官であったという。
『大乗院寺社雑事記』文明元年（1469年）10月26日の記事によると、興福寺の成身院光宣が応仁の乱で東軍に加担したため、興福寺の衆徒や山城国人を率いて「宇治蒔嶋館」へ入っている。そのため、応仁の乱において槇島城は山城国における東軍方の拠点として機能していたことがわかる。また翌年7月には、東軍に味方した真木島氏は西軍に追われ、白川別所（宇治市白川）に逃れている。
長享元年（1487年）に発生した鈎の陣の際の『長享元年九月十二日常徳院御動座當時在陣衆着到』には、奉公衆四番衆として真木島六郎藤原光通の名前が見える。
近衛政家の『後法興院記』応安2年（1488年）4月8日の記事には、個人名は不明であるものの槙島長者の名前が見え、離宮社の祭りに出席している。
明応4年（1495年）には、畠山義豊被官の遊佐弥六が槇島に乱入し、真木島氏は三室戸に避難している。
『後法興院記』明応8年（1499年）9月28日条によると、細川政元と畠山尚順の軍勢が宇治・槇島あたりで交戦し、尚順方の「真木島館」が落城したとされる。これ以降槇島城は細川氏方の城となった。
室町時代の末期には、真木島昭光が活躍した。『細川家記』によると、一色輝元（輝光）が槇島城に居を構えて槇島氏を称し、その子・孫六重利が昭光であるとされる。『蜂須賀家家臣成立書并系図』によると昭光は真木島定重の養子とされる。また、『細川家記』にて昭光は桃井氏の末裔であるとも記されており、矛盾が生じている。木下昌規は、輝元と昭光が真木島光通の末裔あるいは同家の養子であった可能性を指摘している。
昭光は足利義昭から偏諱を賜っており、義昭没落時にはそれに従い備後国鞆の浦に下向した。